# الأعصاب الصدغية العميقة
الأعصاب الصدغية العميقة هي عادة عبارة عن عصبين (أحدهما أمامي والآخر خلفي) ينشأان من العصب الفكي السفلي (CN V 3 ) ويوفران الأعصاب الحركية لعضلة الصدغ.

## تكوين

### أصل
تنشأ عادة من (القسم الأمامي) للعصب الفكي السفلي (CN V 3 ).

### مساره عبر الوجه
تمر من أعلى الحافة العلوية للعضلة الجناحية الجانبية. وتصعد إلى الحفرة الصدغية[بحاجة لمصدر] وتدخل السطح العميق للعضلة الصدغية.

### توزيع
تُزوّد الأعصاب الصدغية العميقة العضلة الصدغية بالتغذية الحركية. كما تمتلك الأعصاب الصدغية العميقة فروعًا مفصلية تُساهم بشكل طفيف في تغذية المفصل الصدغي الفكي.

### تفاوت
رقم
عادةً ما يوجد عصبان صدغيان عميقان - العصب الصدغي العميق الأمامي والعصب الصدغي العميق الخلفي. وفي بعض الأحيان، يوجد عصب ثالث - العصب الصدغي العميق الأوسط.
أصل
قد ينشأ العصب الأمامي من العصب الشدقي، وقد ينشأ العصب الخلفي من العصب الماضغي.